# Eslovaquia en los Juegos Europeos de Minsk 2019
Eslovaquia participó en los Juegos Europeos de Minsk 2019. Responsable del equipo nacional fue el Comité Olímpico Eslovaco.
El portador de la bandera en la ceremonia de apertura fue el tirador Juraj Tužinský.

## Medallistas
El equipo de Eslovaquia obtuvo las siguientes medallas:
| Nombre                                         | Deporte    | Competición      |
| ---------------------------------------------- | ---------- | ---------------- |
| Oro                                            |            |                  |
| —                                              |            |                  |
| Plata                                          |            |                  |
| Ján Volko                                      | Atletismo  | 100 m M          |
| Bronce                                         |            |                  |
| Andrej Csemez                                  | Boxeo      | Medio (–75 kg) M |
| Samuel Baláž Erik Vlček Csaba Zalka Adam Botek | Piragüismo | K4 500 m M       |
| Marianna Petrušová                             | Piragüismo | K1 5000 m F      |